# Lyrik Kabinett

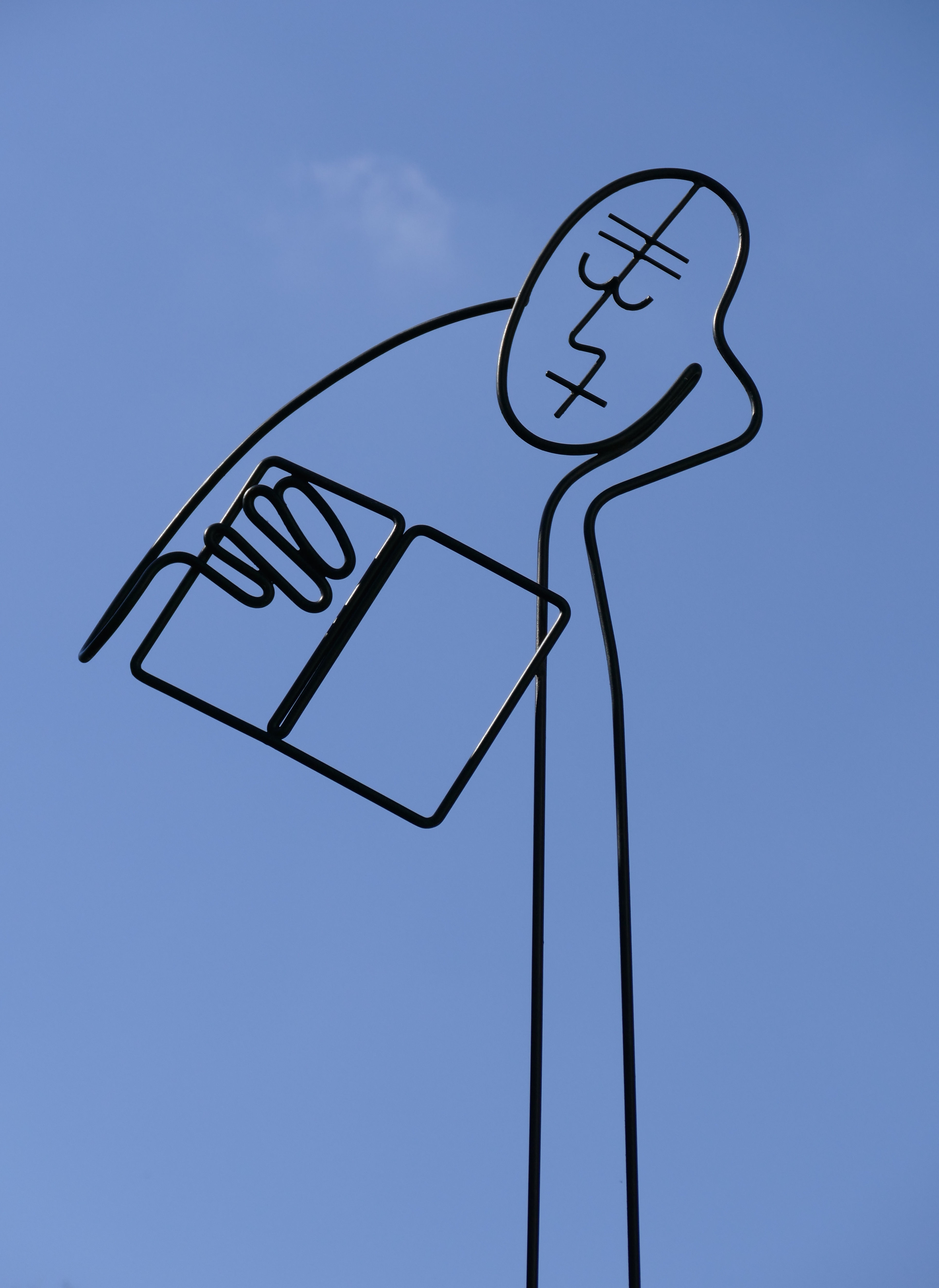
Lyrik Kabinett – Figur des Lesenden von Hans Margules über dem Eingangsportal

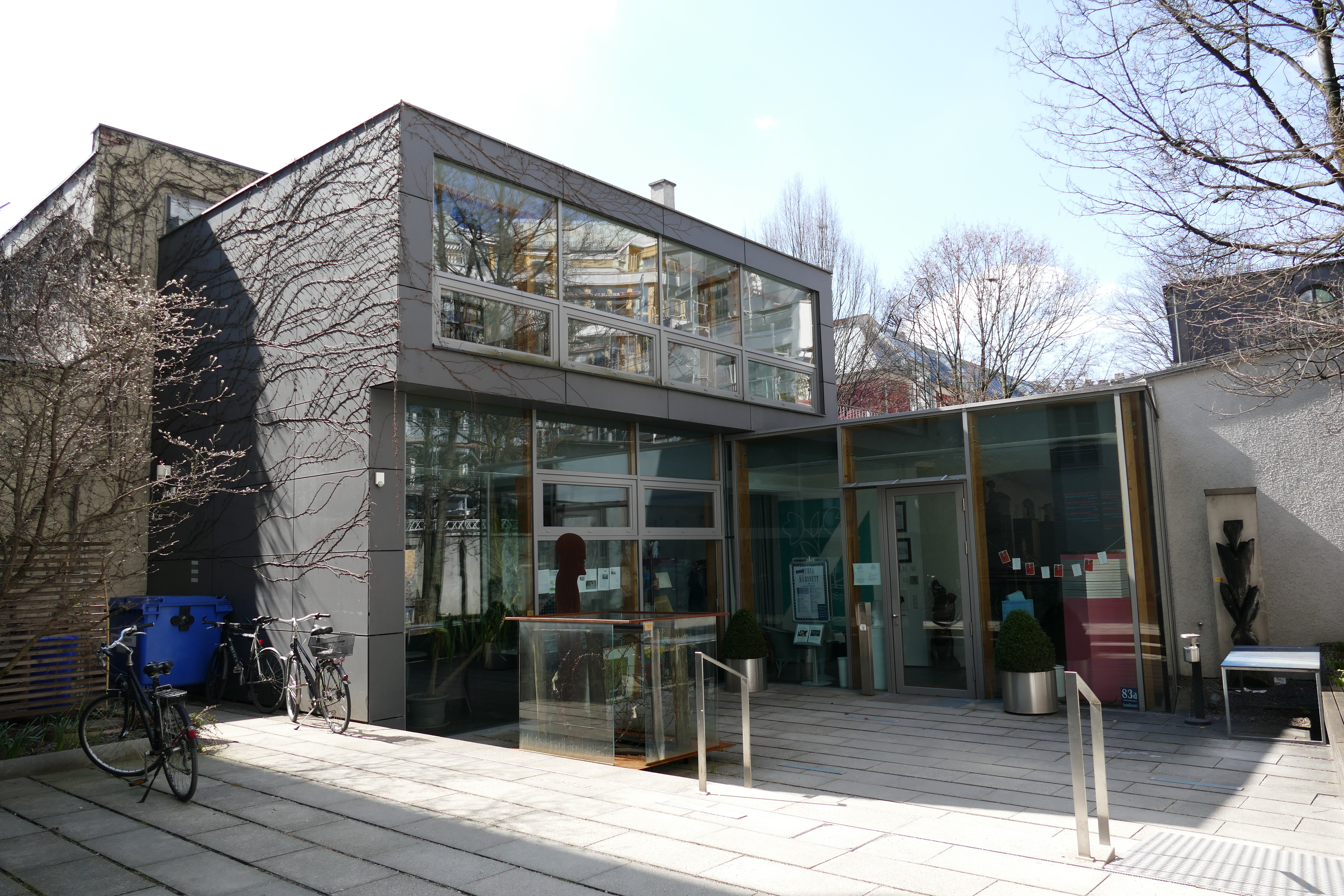
Gebäude des „Lyrik Kabinetts“ mit Hof

Das Lyrik Kabinett ist eine Lesegesellschaft von Freunden und Liebhabern der Poesie in München. Ursprünglich 1989 als Buchhandlung gegründet besteht das Lyrik Kabinett seit 1994 als Verein, seit 2003 als Stiftung. Die Stiftung Lyrik Kabinett fördert die Lyrik und ihre Vermittlung. Als ausschließlich der Dichtung gewidmetes Forum ist das Münchener Lyrik Kabinett in dieser Form in Deutschland einmalig. Auf internationaler Ebene entspricht das Lyrik Kabinett den Poesiezentren in anderen Ländern, wie etwa der National Poetry Library in London.

## Lyrik Kabinett München / Stiftung Lyrik Kabinett
Verein und Stiftung verdanken sich der privaten mäzenatischen Initiative von Ursula Haeusgen (1942–2021), die auch Vorsitzende der Stiftung war. Ihre Schenkung eines Bestandes von Lyrik-Bänden aus aller Welt, Künstlerbüchern, seltenen Erstausgaben sowie ausgewählter Sekundär- und Referenzliteratur war Grundstock zunächst eines Vereins, ab 2003 der Stiftung Lyrik Kabinett. Nachdem Ursula Haeusgen (auf einem von der Ludwig-Maximilians-Universität zur Verfügung gestellten Grundstück) 2004 ein neues Bibliotheksgebäude errichten ließ, zog das Lyrik Kabinett im Frühjahr 2005 in diese Räume um (Amalienstraße 83a); dort finden, umgeben von Werken zeitgenössischer Kunst, auch die Veranstaltungen statt. Die Geschäftsführung des Lyrik Kabinetts übernahm 2012 bis Ende 2013 Maria Gazzetti, mit dem 1. Januar 2014 Holger Pils.

## Bibliothek
Das Lyrik Kabinett unterhält die zweitgrößte auf Lyrik spezialisierte Bibliothek Europas mit aktuell ca. 65.000 Medien: deutschsprachige und internationale Lyrik, darunter auch zahlreiche hochwertige Künstlerbücher, Audio- und Videomedien, ca. 50 Zeitschriften im Abonnement etc. Die Bibliothek wird pro Jahr systematisch um ca. 2000 Einheiten erweitert und steht jedermann zur Nutzung offen. Sie ist durch einen elektronischen Katalog erschlossen und konsultierbar. Die Bestände sind auch über den Katalog des Bibliotheksverbundes Bayern recherchierbar.

## Veranstaltungen

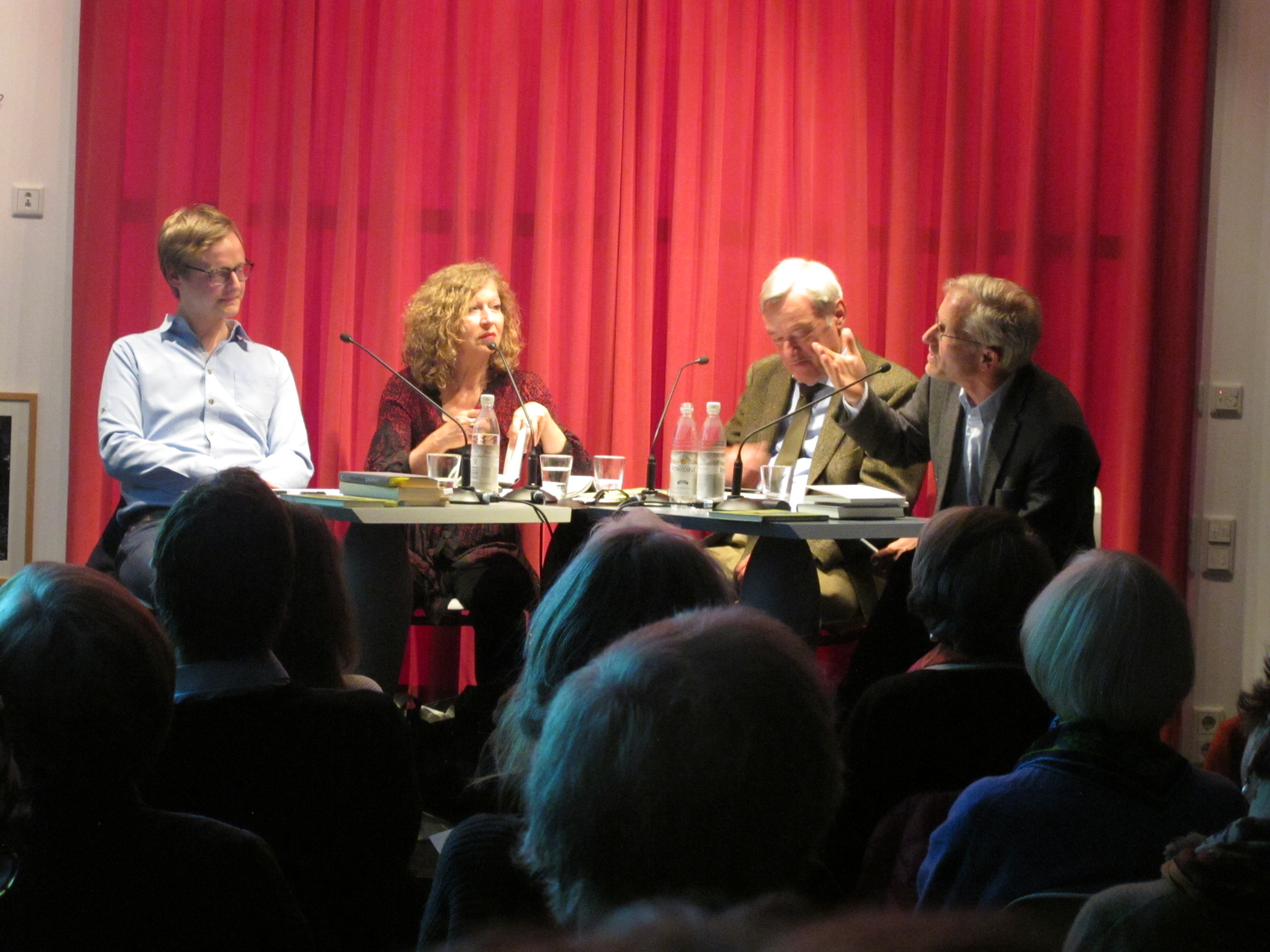
„Das Lyrische Quartett“, April 2015; v. l. n. r.: Florian Kessler, Kristina Maidt-Zinke, Harald Hartung, Heinrich Detering

Die Stiftung richtet jährlich etwa 45 Veranstaltungen zur internationalen Lyrik aus (bis Mitte 2019 ca. 1.500): Lesungen mit zeitgenössischen Dichtern aus aller Welt und Veranstaltungen zu Autoren von der Antike bis ins 20. Jahrhundert. Etwa die Hälfte sind Autorenlesungen, die andere Hälfte präsentiert „lebendig gebliebene“ Autoren früherer Epochen. Deutsch- und anderssprachige Autoren sind in etwa zu gleichen Teilen vertreten. Die Lesungen fremdsprachiger Autoren erfolgen in der Regel zweisprachig. Den Lesungen geht eine kurze Einführung voraus.
Für Spoken-Word-Kunst bietet das Lyrik Kabinett einmal im Monat das Forum Poetry in Motion. Dafür werden die Bibliotheksräume in eine Lounge-Landschaft mit Barbies und Diskokugeln verwandelt. Ko Bylanzky moderiert die Reihe. Alle Lesungen werden durch Mitschnitte dokumentiert.
Außerdem finden Diskussionsveranstaltungen zur Lyrik statt – etwa die Reihe Das Lyrische Quartett – oder Tagungen u. Ä.
Dichterinnen und Dichter, die bereits im Lyrik Kabinett gelesen haben: Ilse Aichinger; Andreas Altmann; H. C. Artmann; John Ashbery; Marcel Beyer; Yves Bonnefoy; Yevgeniy Breyger; Ann Cotten; Inger Christensen; Robert Creeley; Max Czollek; Bei Dao; Heinrich Detering; Hilde Domin; Ralph Dutli; Elke Erb; Durs Grünbein; Robert Gernhardt; Michael Guttenbrunner; Harald Hartung; Seamus Heaney; Philippe Jaccottet; Friederike Mayröcker; Wulf Kirsten; Sarah Kirsch; Barbara Köhler; Jean Krier; Michael Lentz; Mario Luzi; Thomas Kling; Michael Krüger; Tristan Marquardt; Christoph Meckel; Ernst Meister; Les Murray; Dagmar Nick; Cees Nooteboom; Oskar Pastior; Dirk von Petersdorff; Marion Poschmann; Monika Rinck; Tuvia Rübner; Edoardo Sanguineti; Àxel Sanjosé; Albert von Schirnding; Ernst Schönwiese; Raoul Schrott; Ilana Shmueli; Charles Simic; Aleš Šteger; Ludwig Steinherr; Ulf Stolterfoht; Anja Utler; Achim Wagner; Jan Wagner; Derek Walcott; Uljana Wolf; Adam Zagajewski; Andrea Zanzotto; Rosemarie Zens.
Eine Liste der Lyriker, die im Lyrik Kabinett schon zu Gast waren, kann auf der Homepage der Stiftung recherchiert werden.

## Herausgeberschaft
In verschiedenen Reihen publiziert die Stiftung ausgewählte poetische oder poetologische Werke:
- In unregelmäßiger Folge erscheinen die sog. Blauen Bücher, d. h. Publikationen, die aus den Lesungen hervorwachsen (bislang ca. 21 Bände).
- In der Edition Lyrik Kabinett bei Hanser erscheinen seit 2006 zwei bis vier Lyrik-Bände pro Jahr, viele von ihnen zweisprachig. Herausgeber der Reihe sind aktuell Michael Krüger, Holger Pils und Piero Salabè.
- Die Reihe der Münchner Reden zur Poesie widmet sich poetologischen Fragen und dokumentiert zugleich die Bedeutung, die der Dichtung in verschiedenen Bereichen der Gegenwartskultur zukommt. Die Reden werden ein- bis zweimal jährlich gehalten. Sie wurden begründet von Ursula Haeusgen und Frieder von Ammon und werden herausgegeben von Holger Pils und Frieder von Ammon.
- Die Reihe Zwiesprachen dokumentiert die lebendige Auseinandersetzung von Lyrikern der Gegenwart mit der internationalen Tradition; sie werden herausgegeben von Holger Pils und Ursula Haeusgen und erscheinen im Verlag Das Wunderhorn.
- Seit dem Jahr 2015 erscheint der Gedichte-Kalender Zilpzalp im Lyrik Kabinett. Der Kalender mit 24 klassischen und zeitgenössischen Gedichten wird von Schülern des Staffelsee-Gymnasiums in Murnau gestaltet.

## Bildung
Seit über einem Jahrzehnt führt das Lyrik Kabinett erfolgreich ein pädagogisches Modellprojekt Lust auf Lyrik an Münchner Schulen durch. Es eröffnet Schülern einen kreativen Zugang zur Poesie.